# Station Lodelinsart
Station Lodelinsart is een spoorwegstation langs spoorlijn 140 (Charleroi - Ottignies) in Lodelinsart een deelgemeente van de stad Charleroi. In 2022 uitte het Charleroise stadsbestuur de wens om het station te hernoemen naar Charleroi-Verreries.
Vanuit dit station vertrok tot de jaren 1950 ook spoorlijn 140A naar Châtelet. Ook was er de industrielijn 264 naar Jumet-Coupe.

## Treindienst
| Serie       | Treinsoort               | Route                                                                | Bijzonderheden                                            |
| ----------- | ------------------------ | -------------------------------------------------------------------- | --------------------------------------------------------- |
| S 61        | S-trein Charleroi (NMBS) | Waver – Lodelinsart – Charleroi-Centraal – Jambes                    | Rijdt in de week 2×/u tussen Jambes - Charleroi-Centraal. |
| P 7750/8750 | Piekuurtrein (NMBS)      | [ Erquelinnes – ] / [ Ottignies – Lodelinsart – ] Charleroi-Centraal | Rijdt alleen op werkdagen.                                |

## Galerij

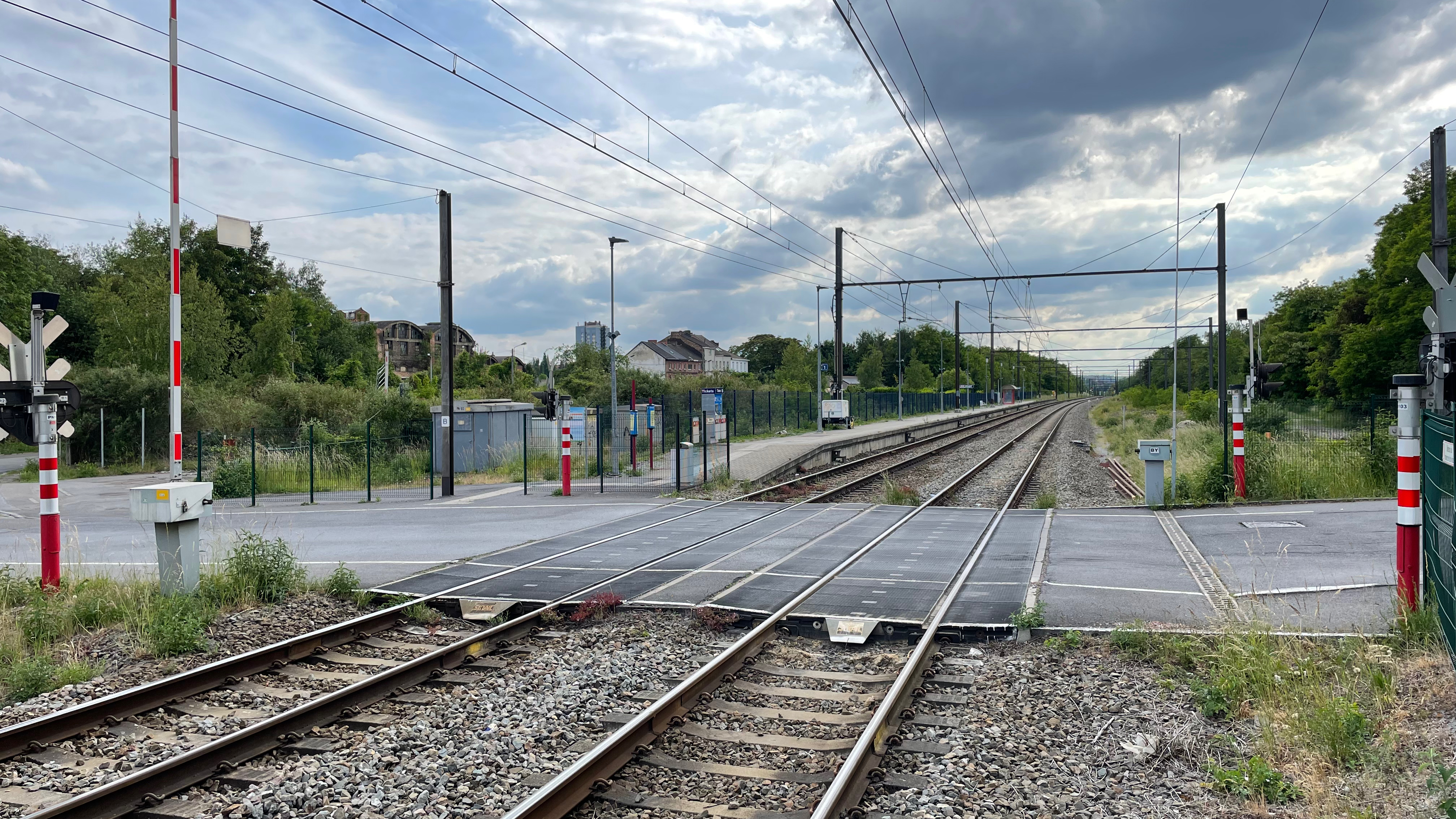
Overweg aan het station
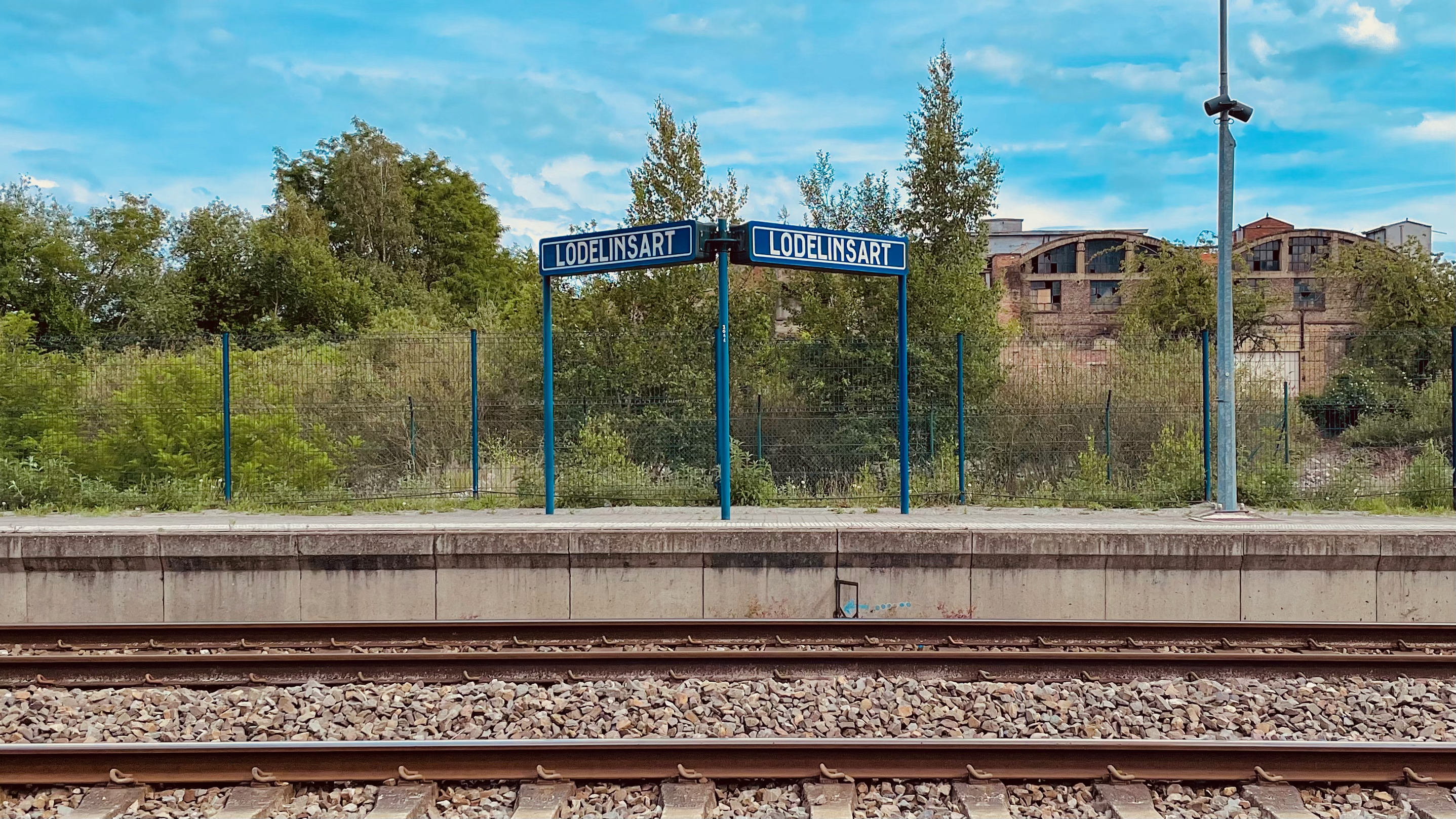
Plaatsnaambord
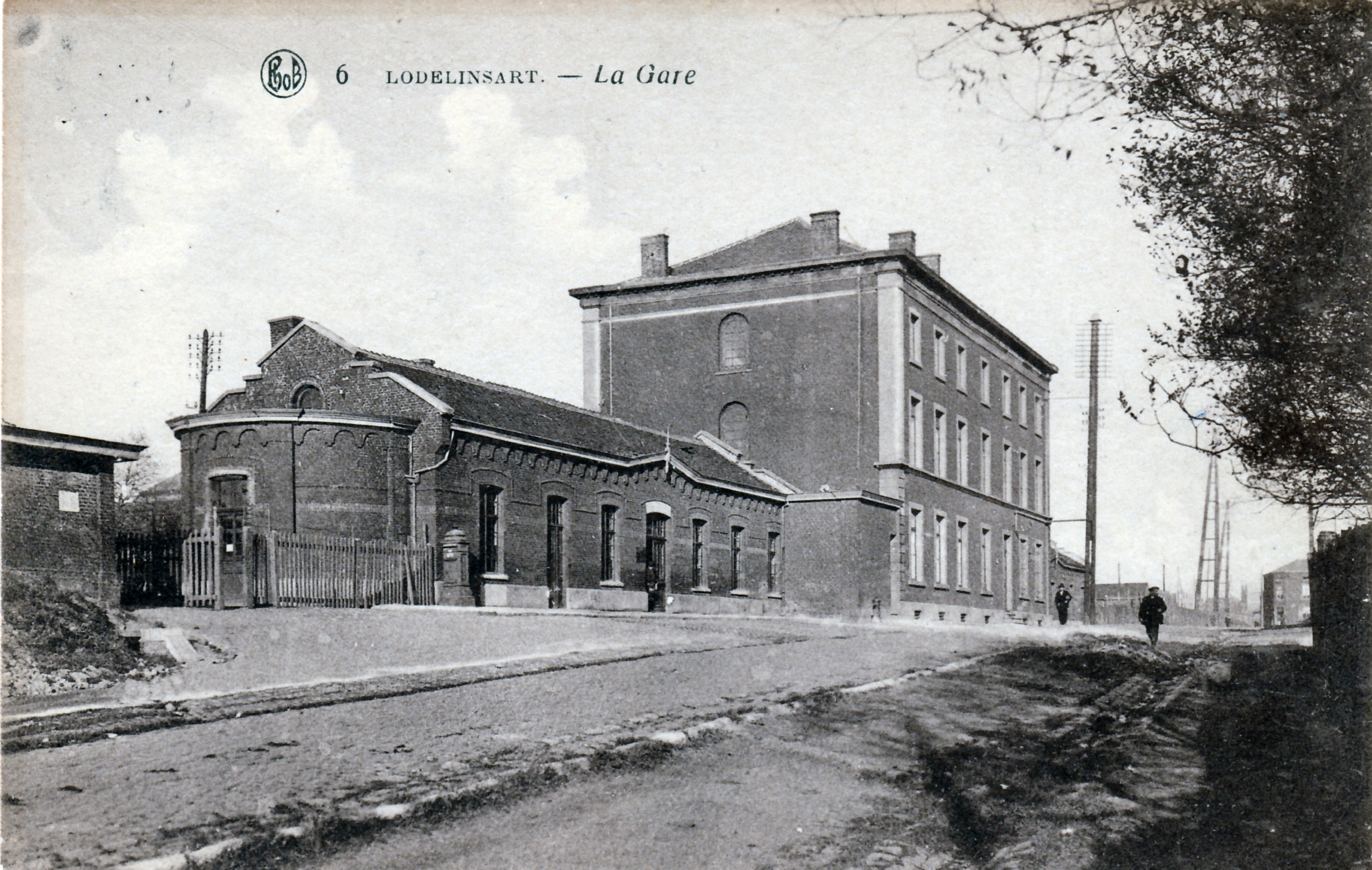
Postkaart uit de jaren 1920

## Reizigerstellingen
De grafiek en tabel geven het gemiddeld aantal instappende reizigers weer op een week-, zater- en zondag.
| Tabel: aantal instappende reizigers station Lodelinsart | Tabel: aantal instappende reizigers station Lodelinsart | Tabel: aantal instappende reizigers station Lodelinsart | Tabel: aantal instappende reizigers station Lodelinsart |
|                                                         | Weekdag                                                 | Zaterdag                                                | Zondag                                                  |
| ------------------------------------------------------- | ------------------------------------------------------- | ------------------------------------------------------- | ------------------------------------------------------- |
| 1977                                                    | 120                                                     | 16                                                      | 16                                                      |
| 1978                                                    | 128                                                     | 14                                                      | 6                                                       |
| 1979                                                    | 108                                                     | 12                                                      | 16                                                      |
| 1980                                                    | 138                                                     | 18                                                      | 13                                                      |
| 1981                                                    | 70                                                      | 17                                                      | 18                                                      |
| 1982                                                    | 92                                                      | 9                                                       | 6                                                       |
| 1983                                                    | 69                                                      | 22                                                      | 29                                                      |
| 1984                                                    | 88                                                      | 11                                                      | 13                                                      |
| 1985                                                    | 60                                                      | 81                                                      | 27                                                      |
| 1986                                                    | 60                                                      | 7                                                       | 22                                                      |
| 1987                                                    | 62                                                      | 9                                                       | 38                                                      |
| 1988                                                    | 67                                                      | 11                                                      | 25                                                      |
| 1989                                                    | 76                                                      | 10                                                      | 25                                                      |
| 1990                                                    | 66                                                      | 10                                                      | 16                                                      |
| 1991                                                    | 68                                                      | 17                                                      | 13                                                      |
| 1992                                                    | 70                                                      | 11                                                      | 14                                                      |
| 1993                                                    | 73                                                      | 6                                                       | 13                                                      |
| 1994                                                    | 66                                                      | 11                                                      | 18                                                      |
| 1995                                                    | 53                                                      | 22                                                      | 12                                                      |
| 1996                                                    | 79                                                      | 3                                                       | 20                                                      |
| 1997                                                    | 64                                                      | 13                                                      | 14                                                      |
| 1998                                                    | 58                                                      | 4                                                       | 10                                                      |
| 1999                                                    | 65                                                      | 4                                                       | 7                                                       |
| 2000                                                    | 88                                                      | 30                                                      | 16                                                      |
| 2001                                                    | 61                                                      | 12                                                      | 11                                                      |
| 2002                                                    | 50                                                      | 9                                                       | 10                                                      |
| 2003                                                    | 50                                                      | 8                                                       | 9                                                       |
| 2004                                                    | 43                                                      | 8                                                       | 6                                                       |
| 2005                                                    | 47                                                      | 12                                                      | 10                                                      |
| 2006                                                    | 45                                                      | 9                                                       | 10                                                      |
| 2007                                                    | 53                                                      | 6                                                       | 5                                                       |
| 2008                                                    | -                                                       | -                                                       | -                                                       |
| 2009                                                    | 56                                                      | 10                                                      | 17                                                      |
| 2010                                                    | -                                                       | -                                                       | -                                                       |
| 2011                                                    | -                                                       | -                                                       | -                                                       |
| 2012                                                    | 100                                                     | 39                                                      | 22                                                      |
| 2013                                                    | 127                                                     | 17                                                      | 23                                                      |
| 2014                                                    | 80                                                      | 10                                                      | 23                                                      |
| 2015                                                    | 95                                                      | 28                                                      | 33                                                      |
| 2016                                                    | 80                                                      | 21                                                      | 12                                                      |
| 2017                                                    | 121                                                     | 38                                                      | 23                                                      |
| 2018                                                    | 99                                                      | 18                                                      | 32                                                      |
| 2019                                                    | 107                                                     | 25                                                      | 17                                                      |
| 2020                                                    | 67                                                      | 16                                                      | 17                                                      |
| 2021                                                    | -                                                       | -                                                       | -                                                       |
| 2022                                                    | 127                                                     | 26                                                      | 36                                                      |
| 2023                                                    | 177                                                     | 36                                                      | 52                                                      |
| 2024                                                    | 161                                                     | 55                                                      | 62                                                      |

Charleroi-Central · 
Charleroi-Nord · 
Charleroi-Ouest · 
Charleroi-Sud-Quai · 
Charleroi-Ville-Haute · 
Couillet · 
 Couillet-Montignies · 
Dampremy · 
Gosselies · 
Goutroux · 
Jumet-Brûlotte · 
La Planche ·
La Villette ·
Lodelinsart · 
Lodelinsart-Ouest · 
Marchienne-au-Pont · 
Marchienne-Est · 
Marchienne-Zône · 
Marcinelle · 
Marcinelle-Haies · 
Monceau · 
Monceau-Usines · 
Montignies-Formation · 
Montignies-Neuville · 
Montignies-sur-Sambre · 
Mont-sur-Marchienne · 
Ransart · 
Roux
0,0: Ottignies ·
2,1: Céroux-Mousty ·
3,0: Court-Saint-Étienne ·
7,3: Faux ·
8,5: La Roche ·
12,0: Villers-la-Ville ·
13,4: Strichon ·
15,6: Tilly ·
17,5: Marbisoux ·
19,0: Marbais ·
21,1: Ligny ·
24,0: Fleurus ·
26,2: Wangenies ·
28,9: Ransart ·
31,0: Bois-Noël ·
32,1: Lodelinsart ·
33,4: La Planche ·
34,8: Dampremy ·
35: Dampremy-Charbonnage ·
36,0: Marcinelle
0,0: Châtelet ·
2,5: Roctiau ·
3,1: Montignies-sur-Sambre ·
4,3: Montignies-Neuville ·
6,0: Charleroi-Noord ·
7,8: Lodelinsart